# Puncak Mandala
De Puncak Mandala is een berg in de Indonesische provincie Papoea, het voormalige Nederlands-Nieuw-Guinea. Met 4760 meter is het een van de hoogste bergen in de provincie. De Puncak Mandala maakt deel uit van het oostelijke Sterrengebergte en ligt dicht bij de grens met Papoea-Nieuw-Guinea. In de Nederlandse koloniale tijd werd de berg Julianatop genoemd en werd in 1959 voor het eerst beklommen door leden van de Nederlandse Sterrengebergte-expeditie. Een dicht bij de top gelegen meer met een lengte van circa 800 meter werd Beatrixmeer genoemd.